# Erik Dahlgren (trumslagare)
Rolf Erik Dahlgren, född 25 augusti 1965 i Umeå är en svensk trumslagare som bland annat spelat med Umeågrupperna Nasty Music och Trio Lligo samt Skellefteåbandet The Wannadies. Dahlgren är utbildad gymnasielärare och bor i Umeå.
Dahlgren var en av de tre ursprungliga medlemmarna av bluesrockgruppen Nasty Music, som bildades 1978 när bandmedlemmarna ännu inte fyllt 15 år. Efter flera år i bandet och perioder med andra grupper har han ofta återkommit till "Nasty".
År 1988 var han med och bildade den akustiska ”punkjazzgruppen” Trio Lligo, och behöll platsen bakom trummorna såväl under bandets tioåriga existens som vid de tillfälliga återföreningarna 2008 och 2009. Han var också med när medlemmarna i Trio Lligo samarbetade med Komeda i konstellationen Projektor 7, som komponerade och framförde musik till stumfilmer, med början vid Umeå filmfestival 1991 då de gjorde musik till Buster Keatons stumfilm Sherlock Junior.
Våren 1997 efterträdde han Gunnar Karlsson som trummis i The Wannadies och var med tills bandet "pausades" 2003 – och när de återförenades för en spelning 2016.
Erik Dahlgren har därefter utbildat sig till gymnasielärare vid Umeå universitet.

## Diskografi

### Trio Lligo
- 1990 – Bulldozerballader'
- 1991 – Lika lätt som ingenting (live)
- 1995 – Trio Lligo
- 1996 – Bulldozerballader lika lätt som ingenting i Amerikat (samling av vinylalbum)
- 2008 – Från katakomberna (live)

### Nasty Music
- 1992 – Funny Thing
- 2007 – 25 years of Haning Around

### The Wannadies
- 1998 – Skellefteå – Samlingsalbum
- 1999 – Yeah
- 2002 – Before & After